# Taal (film)
Taal (hindi: ताल urdu: تال) è un film indiano del 1999 diretto e prodotto da Subhash Ghai.  Il film è stata una selezione ufficiale di Roger Ebert nel 2005 per il suo Overlooked Film Festival. Il film ha protagonisti Anil Kapoor, Akshaye Khanna, Aishwarya Rai, Amrish Puri e Alok Nath. Il film è stato anche doppiato in Tamil con il titolo Thaalam.
La pellicola è stata un buon successo, anche al di fuori dell'India, diventando la prima produzione indiana a raggiungere la top 20 dei film più visti al box office della rivista Variety. Anil Kapoor, A.R. Rahman e Anand Bakshi hanno vinto ognuno un Filmfare Awards per il loro contributo al film.